# Вовча балка (ландшафтний заказник)
Вовча балка — ландшафтний заказник місцевого значення в Україні. Розташований на території Новоодеського району Миколаївської області, у межах Троїцької сільської ради.
Площа — 250 га. Статус надано згідно з рішенням Миколаївської обласної ради від № 11 від 12.03.1993 року задля охорони зональних угруповань формацій.
Заказник розташований на північ від села Троїцьке в долині річки Гнилий Єланець.
Територія заповідного об'єкта слугує для збереження та охорони зональних угруповань формацій ковили волосистої та Лессінга.